# World Surf League 2018

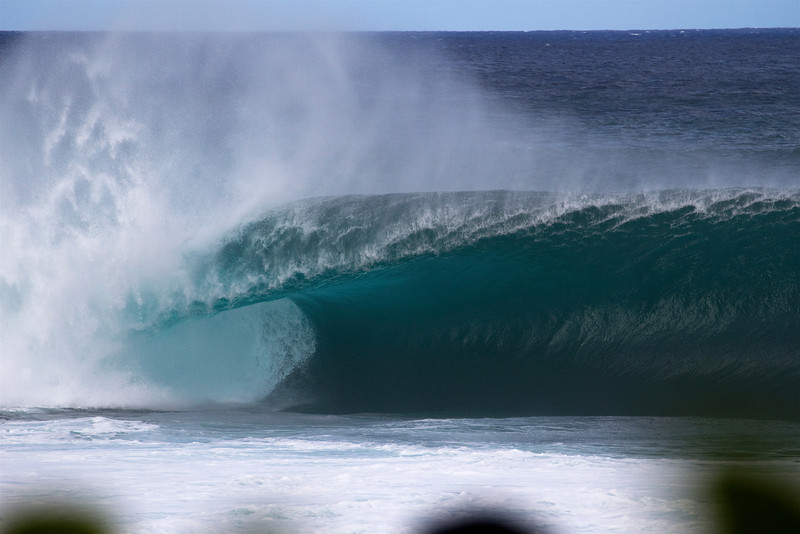
Vague vide à Banzai Pipeline.

Le World Surf League Championship Tour 2018 est un circuit professionnel de surf organisé par la World Surf League et qui constitue la division d'élite du championnat du monde en 2018. Il s'agit de la quarante-troisième édition du championnat, qui se déroule en plusieurs étapes dispersées à travers le monde entre mars et décembre 2018.

## World Surf League masculin

### Participants

#### Top 34
Les surfeurs qualifiés pour le championnat du monde 2018 sont les 22 premiers de la World Surf League 2017 ainsi que les 10 premiers des World Qualifying Series 2017 (en retirant les 22 surfeurs déjà qualifiés par le biais du World Tour). Deux wild cards sont également attribuées par la World Surf League.
- Les 22 premiers au classement de la World Surf League 2017 :

Sont qualifiés avant la dernière épreuve :
| Place | Surfeur            | Pays                |
| ----- | ------------------ | ------------------- |
| 1     | John John Florence | Hawaï               |
| 2     | Gabriel Medina     | Brésil              |
| 3     | Julian Wilson      | Australie           |
| 4     | Jordy Smith        | Afrique du Sud      |
| 5     | Matt Wilkinson     | Australie           |
| 6     | Owen Wright        | Australie           |
| 7     | Kolohe Andino      | États-Unis          |
| 8     | Adriano de Souza   | Brésil              |
| 9     | Joel Parkinson     | Australie           |
| 10    | Filipe Toledo      | Brésil              |
| 11    | Sebastian Zietz    | Hawaï               |
| 12    | Mick Fanning       | Australie           |
| 13    | Connor O'Leary     | États-Unis          |
| 14    | Frederico Morais   | Portugal            |
| 15    | Jérémy Florès      | France              |
| 16    | Adrian Buchan      | Australie           |
| 17    | Kanoa Igarashi     | États-Unis          |
| 18    | Caio Ibelli        | Brésil              |
| 19    | Michel Bourez      | Polynésie française |
| 20    | Conner Coffin      | États-Unis          |
| 21    | Joan Duru          | France              |
| 22    | Ítalo Ferreira     | Brésil              |

- Les 10 premiers du circuit World Qualifying Series 2017.

Ce classement reprend les 5 meilleurs résultats des surfeurs sur les épreuves des World Qualifying Series. Les surfeurs déjà qualifiés par le biais du top 22 du championnat du monde sont exclus de cette liste.
| Place | Surfeur           | Pays       |
| ----- | ----------------- | ---------- |
| 1     | Griffin Colapinto | États-Unis |
| 2     | Jesse Mendes      | Brésil     |
| 4     | Wade Carmichael   | Australie  |
| 5     | Tomas Hermes      | Brésil     |
| 6     | Yago Dora         | Brésil     |
| 8     | Willian Cardoso   | Brésil     |
| 9     | Keanu Asing       | Hawaï      |
| 10    | Ezekiel Lau       | Hawaï      |
| 11    | Michael Rodrigues | Brésil     |
| 13    | Patrick Gudauskas | États-Unis |

Michael Rodrigues et Patrick Gudauskas bénéficient de la requalification via le championnat du monde de Kanoa Igarashi, Ítalo Ferreira et Filipe Toledo, respectivement 3e, 7e et 12e du circuit WQS.
- Deux wild cards décernées par la WSL :
  - Kelly Slater ( États-Unis) : 28e du World Tour, blessé durant 5 épreuves (11 titres de champion du monde).
  - Ian Gouveia ( Brésil) : 23e du World Tour, premier non requalifié.

#### Remplaçants
En cas d'absence d'un des surfeurs du Top 34, un remplaçant peut être appelé. Les quatre surfeurs retenus sont (classement 2017 entre parenthèses) :
- Choix no 1 : Michael February ( Afrique du Sud), 15e du circuit WQS 2017.
- Choix no 2 : Bede Durbidge ( Australie), 24e du championnat du monde 2017.
- Choix no 3 : Miguel Pupo ( Brésil), 25e du championnat du monde 2017.
- Choix no 4 : Wiggolly Dantas ( Brésil), 26e du championnat du monde 2017.

#### Places au choix des organisateurs
Au cours de chaque épreuve, deux places restent à pourvoir. Elles peuvent être attribuées par wild cards et/ou à l'issue d'une épreuve de qualification.

#### Changements 2017/2018
Les Américains Griffin Colapinto et Patrick Gudauskas (déjà présent de 2010 à 2013 et remplaçant en 2014), l'Australien Wade Carmichael, l'Hawaiien Keanu Asing (déjà sur le CT en 2016) ainsi que les Brésiliens Jesse Mendes, Tomas Hermes, Yago Dora, Willian Cardoso (remplaçant en 2012 et 2013) et Michael Rodrigues intègrent le Championship Tour.
Les Australiens Bede Durbidge (présent depuis 2005, quatre fois dans le Top 6) et Josh Kerr (9 saisons, quatre fois dans le Top 10) prennent leur retraite (Durbidge reste remplaçant). Leurs compatriotes Stuart Kennedy et Ethan Ewing ainsi que l'Italien Leonardo Fioravanti et le Brésilien Jadson André quittent également le championnat du monde. Les Brésiliens Miguel Pupo et Wiggolly Dantas seront remplaçants. L'Américain Nat Young, remplaçant en 2017 (9 épreuves) n'a pas réussi à se qualifier.

### Résumé de la saison
A compléter

### Calendrier
| Étape | Compétition                   | Site                                                | Pays                | Dates                 | Vainqueur       | Finaliste       | Classement général |
| ----- | ----------------------------- | --------------------------------------------------- | ------------------- | --------------------- | --------------- | --------------- | ------------------ |
| 1     | Quiksilver Pro Gold Coast     | Gold Coast, Queensland                              | Australie           | Du 11 au 22 mars      | Julian Wilson   | Adrian Buchan   | Julian Wilson      |
| 2     | Rip Curl Pro Bells Beach      | Bells Beach, Victoria                               | Australie           | Du 25 mars au 8 avril | Italo Ferreira  | Mick Fanning    | Julian Wilson      |
| 3     | Oi Rio Pro                    | Saquarema, Rio de Janeiro                           | Brésil              | Du 11 au 20 mai       | Filipe Toledo   | Wade Carmichael | Julian Wilson      |
| 4     | Corona Bali Protected         | Keramas, Bali                                       | Indonésie           | Du 27 mai au 9 juin   | Italo Ferreira  | Michel Bourez   | Italo Ferreira     |
| 5     | Margaret River Pro Uluwatu CT | Margaret River, Australie-Occidentale Uluwatu, Bali | Australie Indonésie | Du 8 au 11 juin       | Willian Cardoso | Julian Wilson   | Julian Wilson      |
| 6     | Corona Open J-Bay             | Jeffreys Bay, Cap-Oriental                          | Afrique du Sud      | Du 2 au 13 juillet    | Filipe Toledo   | Wade Carmichael | Filipe Toledo      |
| 7     | Tahiti Pro Teahupo'o          | Teahupo'o, Taiarapu-Ouest                           | Tahiti              | Du 10 au 21 août      | Gabriel Medina  | Owen Wright     | Filipe Toledo      |
| 8     | Surf Ranch Pro                | Lemoore, Californie                                 | États-Unis          | Du 5 au 9 septembre   | Gabriel Medina  | Filipe Toledo   | Filipe Toledo      |
| 9     | Quiksilver Pro France         | Soorts-Hossegor, Landes                             | France              | Du 3 au 14 octobre    | Julian Wilson   | Ryan Callinan   | Gabriel Medina     |
| 10    | MEO Rip Curl Pro Portugal     | Peniche, Estremadura                                | Portugal            | Du 16 au 27 octobre   | Italo Ferreira  | Joan Duru       | Gabriel Medina     |
| 11    | Billabong Pipe Masters        | Banzai Pipeline, North Shore d'Oahu                 | Hawaï               | Du 8 au 20 décembre   | Gabriel Medina  | Julian Wilson   | Gabriel Medina     |

### Classement
Le classement final prend en compte les 9 meilleurs résultats (sur 11 épreuves) de chaque surfeur.

## World Surf League féminin

### Participantes
- Les 10 premières au classement de la World Surf League 2017 :

| Place | Surfeur             | Pays       |
| ----- | ------------------- | ---------- |
| 1     | Tyler Wright        | Australie  |
| 2     | Stéphanie Gilmore   | Australie  |
| 3     | Sally Fitzgibbons   | Australie  |
| 4     | Courtney Conlogue   | États-Unis |
| 5     | Carissa Moore       | Hawaï      |
| 6     | Lakey Peterson      | États-Unis |
| 7     | Nikki Van Dijk      | Australie  |
| 8     | Sage Erickson       | États-Unis |
| 9     | Johanne Defay       | France     |
| 10    | Tatiana Weston-Webb | Hawaï      |

- Les 6 premières du circuit World Qualifying Series 2017.

Ce classement reprend les 5 meilleurs résultats des surfeuses sur les épreuves des World Qualifying Series. Les surfeuses déjà qualifiées par le biais du top 10 du championnat du monde sont exclues de cette liste :
| Place | Surfeur         | Pays             |
| ----- | --------------- | ---------------- |
| 3     | Silvana Lima    | Brésil           |
| 4     | Bronte Macaulay | Australie        |
| 5     | Coco Ho         | Hawaï            |
| 7     | Caroline Marks  | États-Unis       |
| 8     | Keely Andrew    | Australie        |
| 9     | Paige Hareb     | Nouvelle-Zélande |

- Une wild card décernées par la WSL : Malia Manuel ( États-Unis), 12e du championnat, blessée durant 4 épreuves, et 15e du circuit qualificatif avec seulement 2 épreuves disputées (pour 5 résultats possibles).

#### Remplaçants
En cas d'absence de l'une des surfeuses du Top 17, une remplaçante peut être appelée. Les quatre surfeuses retenues sont les 2 surfeuses qui suivaient le Top 10 du WCT et le Top 6 du classement mondial WQS (classement 2017 entre parenthèses).
- Choix no 1 : Macy Callaghan ( Australie), 10e du circuit WQS 2017.
- Choix no 2 : Pauline Ado ( France), 16e du championnat du monde 2017.
- Choix no 3 : Dimity Stoyle ( Australie), 11e du circuit WQS 2017.
- Choix no 4 : Bianca Buitendag ( Afrique du Sud), 17e du championnat du monde 2017.

#### Place au choix des organisateurs
Au cours de chaque épreuve, une place reste à pourvoir. Elle peut être attribuée par wild card ou à l'issue d'une épreuve de qualification.

#### Changements 2017/2018
Pauline Ado ( France), 16e du championnat et 17e du WQS, ainsi que Laura Enever ( Australie), 18e, quittent le championnat du monde. Pauline Ado sera remplaçante de même que la sud-africaine Bianca Buitendag déjà remplaçante en 2017 (6 épreuves, 17e du championnat).
Elles sont remplacées par Paige Hareb, 9e du WQS et déjà présente de 2009 à 2014, ainsi que Caroline Marks, 7e du WQS, dont c'est la première participation. Celle-ci est la plus jeune surfeuse à se qualifier pour le championnat (15 ans).

### Résumé de la saison
A compléter

### Calendrier
Le calendrier du World Surf League féminin contient huit dates de compétition partagées avec le calendrier masculin et 2 dates spécifiques :
| Étape | Compétition                      | Site                                  | Pays           | Dates                        | Vainqueur         | Finaliste           | Classement général |
| ----- | -------------------------------- | ------------------------------------- | -------------- | ---------------------------- | ----------------- | ------------------- | ------------------ |
| 1     | Roxy Pro Gold Coast              | Gold Coast, Queensland                | Australie      | Du 14 au 25 mars             | Lakey Peterson    | Keely Andrew        | Stephanie Gilmore  |
| 2     | Rip Curl Women's Pro Bells Beach | Bells Beach, Victoria                 | Australie      | Du 28 mars au 8 avril        | Stephanie Gilmore | Tatiana Weston-Webb | Stephanie Gilmore  |
| 3     | Margaret River Pro               | Margaret River, Australie-Occidentale | Australie      | Du 11 au 22 avril            | Stephanie Gilmore | Lakey Peterson      | Stephanie Gilmore  |
| 4     | Rio Women's Pro                  | Saquarema, Rio de Janeiro             | Brésil         | Du 10 au 19 mai              | Lakey Peterson    | Tyler Wright        | Stephanie Gilmore  |
| 5     | Bali Pro                         | Keramas, Bali                         | Indonésie      | Du 27 mai au 9 juin          | Johanne Defay     | Tatiana Weston-Webb | Stephanie Gilmore  |
| 6     | Corona Open J-Bay                | Jeffreys Bay, Cap-Oriental            | Afrique du Sud | Du 10 au 17 juillet          | Stephanie Gilmore | Lakey Peterson      | Stephanie Gilmore  |
| 7     | Vans US Open of Surfing          | Huntington Beach, Californie          | États-Unis     | Du 30 juillet au 5 août      | Courtney Conlogue | Stephanie Gilmore   | Stephanie Gilmore  |
| 8     | Surf Ranch Lemoore               | Lemoore, Californie                   | États-Unis     | Du 5 au 9 septembre          | Carissa Moore     | Stephanie Gilmore   | Stephanie Gilmore  |
| 9     | Roxy Pro France                  | Soorts-Hossegor, Landes               | France         | Du 3 au 14 octobre           | Courtney Conlogue | Macy Callaghan      | Stephanie Gilmore  |
| 10    | Hawaii Women's Pro               | Honolua Bay, Maui                     | Hawaï          | Du 25 novembre au 6 décembre | Carissa Moore     | Malia Manuel        | Stephanie Gilmore  |

### Classement
Le classement final prend en compte les 8 meilleurs résultats (sur 10 épreuves) de chaque surfeuse.